# Hanna Henning
Johanna (Hanna) Catharina Henning, född Wendt den 5 juli 1848 i Karlstad, död den 7 december 1922 i Nor i Värmland, var en svensk konstnär och teckningslärare.
Hon var dotter till garvaren Carl Magnus Wendt och Christina Pettersson samt från 1871 gift med musikdirektören Carl Henrik Henning. 
Efter att hennes make avlidit studerade hon vid Konstakademien i Stockholm 1875–1878. Förutom att hon verkade som konstnär arbetade hon som teckningslärare i olika skolor i landet. Hennes sista tjänst blev vid läroverket i Vänersborg 1885–1908.
Makarna Henning är begravda på Västra kyrkogården i Karlstad.